# Hinrichtung von Mohammad Mehdi Karami

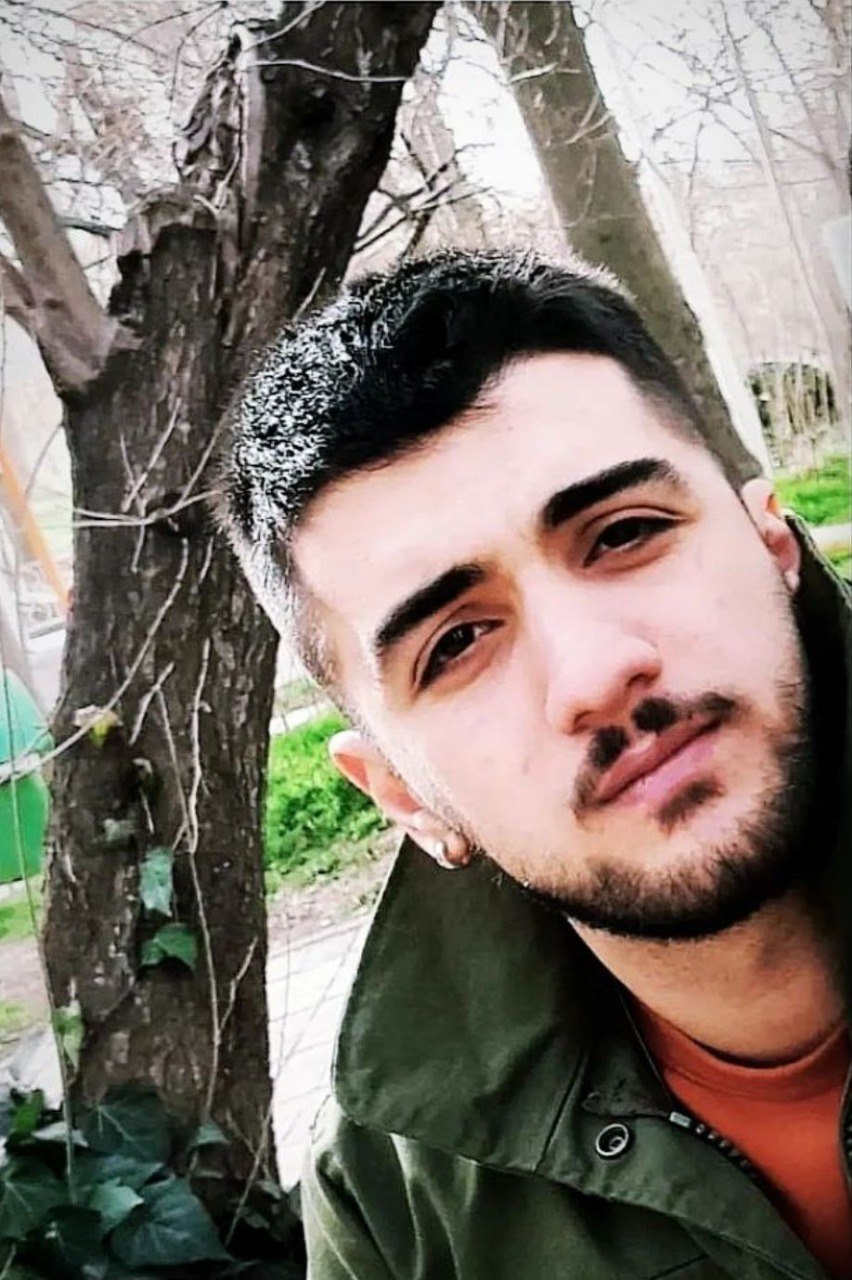
Mohammad Mehdi Karami

Mohammad Mehdi Karami (persisch محمدمهدی کرمی; geboren um 2000/2001; gest. 7. Januar 2023) war ein 22-jähriger iranischer Demonstrant, den das Revolutionsgericht der Islamischen Republik Iran zum Tod verurteilte und hinrichten ließ.
Am 7. Januar 2023 wurde er zusammen mit Seyed Mohammad Hosseini hingerichtet. Beide Männer hatten an den Protesten gegen die Führung des Landes teilgenommen. Ihnen wurde vorgeworfen, einen Angehörigen der Sicherheitskräfte getötet zu haben.

## Reaktionen auf das Urteil und die Vollstreckung
Gegenüber der iranischen Zeitung Etemad erklärte der Vater von Mohammad Mehdi Karami, wie er vom Todesurteil über seinen Sohn erfahren habe, dem ein Anwalt verwehrt worden sei: Bei einem letzten Gespräch habe der Sohn ihm mitgeteilt, dass die Todesstrafe gegen ihn verhängt worden sei. „Mein Urteil ist die Hinrichtung, Papa, erzähl’ Mama nichts davon“, habe sein Sohn ihn gebeten. „Wenn Mehdi etwas zustößt, endet auch unser Leben“, fügte der Vater an.
Seine Hinrichtung wird als Menschenrechtsverletzung angesehen und führte zu allgemeiner Empörung.
Nach den beiden erneuten Hinrichtungen im Iran reagierte die deutsche Außenministerin Annalena Baerbock bestürzt. Andere Politiker forderten harte Maßnahmen gegen das Regime in Teheran. Mohammed Mahdi Karami und Sejed Mohammed Hosseini seien erhängt worden, „weil sie sich dem brutalen und menschenverachtenden Handeln nicht unterwerfen wollten“, schrieb Baerbock am 7. Januar 2023 im Onlinedienst Twitter.